# Astacoides hobbsi
Astacoides hobbsi е вид десетоного от семейство Parastacidae.

## Разпространение и местообитание
Този вид е разпространен в Мадагаскар.
Обитава сладководни басейни и реки в райони с тропически климат.